# Vilne, Orihiv
Vilne (în ucraineană Вільне) este localitatea de reședință a comunei Vilne din raionul Orihiv, regiunea Zaporijjea, Ucraina.

## Demografie
Componența lingvistică a localității Vilne
     Ucraineană (80,58%)
     Rusă (19,42%)
Conform recensământului din 2001, majoritatea populației localității Vilne era vorbitoare de ucraineană (80,58%), existând în minoritate și vorbitori de rusă (19,42%).